# Pandanus rabaiensis
Pandanus rabaiensis är en enhjärtbladig växtart som beskrevs av Rendle. Pandanus rabaiensis ingår i släktet Pandanus och familjen Pandanaceae. IUCN kategoriserar arten globalt som nära hotad. Inga underarter finns listade.